# Kandel (Abfluss)
Eine Kandel (regional auch Kändel, Kännel; von mhd. kandel/kanel/kenel = Röhre, Rinne, Wasserleitung) ist eine aus Pflastersteinen ausgebildete Mulde im Außenanlagenbereich mit Gefälle zur Entwässerungseinrichtung. Im west- und süddeutschen Raum werden auch Dachrinne und Fallrohr als Kandel bezeichnet.

## Trivia
In Esslingen am Neckar veranstaltet der jeweilige Jahrgang der Absolventen der Fachhochschule angeblich schon seit 1922 den so genannten Kandelmarsch, bei dem die Teilnehmer mit einem Bein auf dem Bürgersteig, mit dem anderen im Rinnstein gehen.